# Muriel Ostriche
Muriel Ostriche est une actrice américaine, née le 24 mai 1896 à New York, morte le 3 mai 1989  à St. Petersburg (Floride).

## Filmographie
- 1912 : A Tale of the Wilderness
- 1912 : A Blot on the 'Scutcheon : A Page
- 1912 : The Letter with the Black Seals : Kittie
- 1912 : The White Aprons
- 1912 : Oh, You Ragtime!
- 1912 : The Legend of Sleepy Hollow
- 1912 : The Easter Bonnet
- 1912 : Revenge of the Silk Masks : Kittie
- 1912 : The Raven
- 1912 : Feathertop : Feathertop
- 1912 : The Holy City : Rebecca
- 1912 : A Double Misunderstanding
- 1912 : That Loving Man : Nell Gatewood
- 1912 : Wanted a Wife in a Hurry : Marion Blum
- 1912 : Robin Hood : Christabel
- 1912 : The Passing Parade : G. A. R. Bazaar Worker
- 1912 : Making Uncle Jealous : Muriel Hughes
- 1912 : Silent Jim : White Wing, Indian Maiden
- 1912 : The Honor of the Firm : Stenographer
- 1912 : The Vengeance of the Fakir : Lucy
- 1913 : A Tammany Boarder : Guest
- 1913 : An Accidental Servant : May
- 1913 : The Spectre Bridegroom : Rosie
- 1913 : The Love Chase : Milly
- 1913 : The Crimson Cross
- 1913 : For Better or for Worse
- 1913 : The Bawlerout
- 1913 : The Big Boss
- 1913 : Miss Mischief
- 1913 : Frazzled Finance
- 1913 : Flood Tide : As the Girl Grown Up
- 1913 : The Farmer's Daughter
- 1913 : Lobster Salad and Milk
- 1913 : Algy's Awful Auto
- 1913 : Friday the Thirteenth
- 1913 : Looking for Trouble de Carl Gregory
- 1913 : A Campaign Manageress
- 1913 : Bread Upon the Waters
- 1913 : The House in the Tree
- 1913 : Her Right to Happiness
- 1913 : Rick's Redemption
- 1913 : The Little Church Around the Corner
- 1913 : His Imaginary Family
- 1913 : The Law of Humanity
- 1913 : Cupid's Lieutenant
- 1913 : Helen's Stratagem
- 1914 : A Rural Free Delivery Romance
- 1914 : The Ten of Spades
- 1914 : A Circumstantial Nurse
- 1914 : When the Cat Came Back
- 1914 : The Vacant Chair
- 1914 : The Purse and the Girl
- 1914 : Where Paths Diverge
- 1914 : Percy's First Holiday
- 1914 : The Tangled Cat
- 1914 : All's Well That Ends Well
- 1914 : The Hold-Up
- 1914 : Her Way
- 1914 : Billy's Ruse
- 1914 : The Grand Passion
- 1914 : Her First Lesson
- 1914 : Too Much Turkey
- 1914 : Her Awakening
- 1914 : The Strike
- 1914 : Politeness Pays
- 1914 : In Her Sleep
- 1914 : A Circus Romance : Papita, a Bareback Rider
- 1914 : A Telephone Strategy
- 1914 : His Enemy
- 1914 : The Toy Shop
- 1914 : The Little Señorita
- 1914 : Professor Snaith
- 1914 : The Decoy : Muriel Phelps
- 1914 : The Girl of the Seasons
- 1914 : The Veteran's Sword
- 1914 : The Target of Destiny
- 1914 : The Belle of the School
- 1914 : A Rural Romance
- 1914 : The Keeper of the Light : Ruth
- 1914 : The Varsity Race : Ruth Randall
- 1914 : The Diamond of Disaster : Zelda the Dancing Girl
- 1914 : A Madonna of the Poor
- 1914 : The Turning of the Road : Della Fletcher
- 1914 : Keeping a Husband
- 1914 : Mrs. Van Ruyter's Stratagem
- 1914 : The Amateur Detective
- 1914 : The Reader of Minds
- 1914 : The White Rose
- 1915 : When Fate Rebelled
- 1915 : Check No. 130
- 1915 : The Speed King
- 1915 : Pleasing Uncle
- 1915 : An Innocent Burglar
- 1915 : The Heart Breaker
- 1915 : Faces in the Night
- 1915 : When It Strikes Home : Muriel Worth
- 1915 : Celeste : Celeste
- 1915 : What's Ours?
- 1915 : Crossed Wires
- 1915 : Her Duty
- 1915 : Mortmain : Bella Forsythe
- 1915 : Superstitious Sammy
- 1915 : For the Honor of the Crew
- 1915 : A Daughter of the Sea : Margot
- 1916 : A Circus Romance : Babette
- 1916 : Kennedy Square : Kate Seymour
- 1916 : The Birth of Character
- 1916 : Who Killed Simon Baird? : Helen Maitland
- 1916 : Sally in Our Alley : Sally McGill
- 1916 : The Men She Married : Edith Trainer
- 1917 : A Square Deal : Ruby Trailes
- 1917 : The Social Leper
- 1917 : Moral Courage : Mary McClinton
- 1917 : Youth : Grace Van Seer
- 1917 : The Dormant Power : Metta
- 1917 : The Good for Nothing : Barbara Manning
- 1917 : The Volunteer : Madge's Mother
- 1918 : The Way Out : Marcelle Pinet
- 1918 : The Purple Lily : Ruth Caldwell
- 1918 : Leap to Fame : Tootsie Brown
- 1918 : Journey's End : Jess Alden
- 1918 : Tinsel : Ruth Carmichael
- 1918 : Merely Players : Vera Seynave
- 1918 : The Road to France : Mollie
- 1918 : Hitting the Trail : Annie
- 1919 : What Love Forgives : Dorothy Deal
- 1919 : The Bluffer : Grace Moran
- 1919 : The Moral Deadline : Barbara Van Vliets
- 1919 : The Hand Invisible : Helen Haynes
- 1920 : The Sacred Flame : Ray Palton
- 1920 : Meet Betty's Husband d'Arvid E. Gillstrom : Betty
- 1920 : Betty's Green-Eyed Monster d'Arvid E. Gillstrom : Betty
- 1920 : Betty Sets the Pace d'Arvid E. Gillstrom : Betty
- 1921 : The Shadow